# Jhonny Lucas
Jhonny Lucas Flora Barbosa (Curitiba, 12 agosto 2000) è un calciatore brasiliano, centrocampista del Ponte Preta.

## Caratteristiche tecniche
È un mediano.

## Carriera

### Club
Cresciuto nel settore giovanile del Paraná, ha esordito in prima squadra il 27 settembre 2017 in occasione del match di Série B vinto 3-0 contro il Náutico.
Trova la prima rete in carriera il 29 aprile 2018 segnando 90' il gol della bandiera nel match perso 2-1 contro lo Sport Recife.
Il 21 agosto 2019 viene acquistato a titolo definitivo per 2,5 milioni di euro dalla squadra belga dello Sint-Truiden, e sottoscrive un contratto quinquennale con scadenza il 30 giugno 2024.

## Statistiche

### Presenze e reti nei club
Statistiche aggiornate al 27 settembre 2023.
| Stagione        | Squadra         | Campionato      | Campionato | Campionato | Coppe nazionali | Coppe nazionali | Coppe nazionali | Coppe continentali | Coppe continentali | Coppe continentali | Altre coppe | Altre coppe | Altre coppe | Totale | Totale |
| Stagione        | Squadra         | Comp            | Pres       | Reti       | Comp            | Pres            | Reti            | Comp               | Pres               | Reti               | Comp        | Pres        | Reti        | Pres   | Reti   |
| --------------- | --------------- | --------------- | ---------- | ---------- | --------------- | --------------- | --------------- | ------------------ | ------------------ | ------------------ | ----------- | ----------- | ----------- | ------ | ------ |
| 2017            | Paraná          | B               | 1          | 0          | CB              | 0               | 0               |                    | -                  | -                  |             | -           | -           | 1      | 0      |
| 2018            | Paraná          | A1/PR+A         | 5+21       | 2+0        | CB              | 0               | 0               |                    | -                  | -                  |             | -           | -           | 26     | 2      |
| giu.-ago. 2019  | Paraná          | A1/PR+B         | 2+2        | 0          | CB              | 0               | 0               |                    | -                  | -                  |             | -           | -           | 4      | 0      |
| Totale Paraná   | Totale Paraná   | Totale Paraná   | 31         | 2          |                 | 0               | 0               |                    | -                  | -                  |             | -           | -           | 31     | 2      |
| 2019-2020       | Sint-Truiden    | PL              | 0          | 0          | CB              | 0               | 0               | -                  | -                  | -                  | -           | -           | -           | 0      | 0      |
| 2020-2021       | Sint-Truiden    | PL              | 3          | 0          | CB              | 0               | 0               |                    | -                  | -                  |             | -           | -           | 3      | 0      |
| 2021            | Londrina        | B               | 19         | 0          | CB              | 0               | 0               |                    | -                  | -                  |             | -           | -           | 19     | 0      |
| 2022            | Londrina        | A1/PR+B         | 11+15      | 0+2        | CB              | 1               | 0               |                    | -                  | -                  |             | -           | -           | 27     | 2      |
| Totale Londrina | Totale Londrina | Totale Londrina | 45         | 2          |                 | 1               | 0               |                    | -                  | -                  |             | -           | -           | 46     | 2      |
| 2023            | Goiás           | PD/GO+B         | 5+2        | 0          | CB              | 1               | 0               | CS                 | 2                  | 0                  | CV          | 3           | 0           | 13     | 0      |
| 2023            | Vitória         | B               | 4          | 0          | CB              | 0               | 0               |                    | -                  | -                  |             | -           | -           | 4      | 0      |
| Totale carriera | Totale carriera | Totale carriera | 90         | 4          |                 | 2               | 0               |                    | 2                  | 0                  |             | 3           | 0           | 97     | 4      |